# Emil-Hertzka-Preis
Der Emil-Hertzka-Gedächtnispreis wurde nach dem Direktor des Musikverlags Universal Edition, Emil Hertzka, benannt und nach seinem Tod 1932 gestiftet. In der Jury des von 1933 bis 1937 verliehenen Preises waren bekannte Komponisten wie Alban Berg, Anton Webern und Ernst Krenek.

## Preisträger für Komposition
1933
- Otto Jokl für sein erstes Streichquartett op. 25
- Ludwig Zenk für seine Erste Klaviersonate  op. 1 in einem Satz
- Norbert von Hannenheim für seine fünfte Sinfonie
Roberto Gerhard

1934
- Otto Jokl für seine Orchestersuite op. 26
- Viktor Ullmann für die Orchesterfassung der Variationen, Phantasie und Doppelfuge über ein kleines Klavierstück von Arnold Schönberg
- Josef Matthias Hauer
- Eine auszeichnende Anerkennung erhielten Luigi Dallapiccola und Paul Dessau

1936
- Viktor Ullmann für die Oper "Der Sturz des Antichrist" op. 9[1]
- Will Eisenmann für die Oper „Der König der dunklen Kammer“ op. 12

1937
- Hans Erich Apostel für sein Requiem op. 4
- Karl Amadeus Hartmann für Kantate „Friede Anno '48“